# Delosperma suttoniae
Delosperma suttoniae är en isörtsväxtart som beskrevs av Lavis. Delosperma suttoniae ingår i släktet Delosperma, och familjen isörtsväxter. Inga underarter finns listade i Catalogue of Life.